# Luis Alonso Muñoyerro
Luis Alonso Muñoyerro (Trillo, Guadalajara, 24 de agosto de 1888-Madrid, 23 de septiembre de 1968), fue un sacerdote y obispo español, vicario general castrense.

## Biografía
Se doctoró en Teología y Derecho Canónico en la Universidad Pontificia de Comillas. Fue ordenado sacerdote el 21 de diciembre de 1912. Ejerció como coadjutor en Navalcarnero (Madrid) y fue canónigo de la catedral madrileña y profesor del seminario. Ocupó distintos cargos de gobierno en la diócesis de Madrid-Alcalá como el de provisor.
Consiliario de la Hermandad médico-farmacéutica de San Cosme y San Damián, a lo largo de su vida dedicó diversos estudios a la deontología profesional en los campos de la Medicina y la Farmacia. Fue miembro de número de la Real Academia de Farmacia desde 1949. Más tarde ingresó en la Academia de Doctores de Madrid, en 1965.

## Episcopado
El 29 de marzo de 1944 fue nombrado obispo de Sigüenza, servicio para el que fue ordenado el 23 de julio de 1944. El 12 de diciembre de 1950, al ser restablecida la jurisdicción eclesiástica castrense, pasó a ser el arzobispo castrense con el título de arzobispo de Sión. Fue miembro de la Comisión Episcopal de Enseñanza Religiosa y Catequesis.
Participó en el Concilio Vaticano II.

## Obras
- Código de deontología médica (Fax, Madrid, 1934)
- Moral médica en los sacramentos de la Iglesia (Fax, Madrid, 1940)
- El consiliario de la Acción Católica (Publicaciones del Consejo Superior, Madrid, 1941)
- La Facultad de Medicina en la Universidad de Alcalá de Henares (Instituto Jerónimo Zurita, Madrid, 1945)
- con J. J. Sigüenza Vera, Constituciones Sinodales del Obispado de Sigüenza (Talleres Tip. Box, Sigüenza, 1948)
- Introducción a un Código Deontológico de Farmacia (Real Academia de Farmacia, Madrid, 1949)
- Código de deontología farmacéutica (Fax, Madrid, 1950)
- El sacerdocio en la Medicina y Farmacia (Imprenta Góngora, Madrid, 1954)
- La jurisdicción eclesiástica castrense en España (Vicariato General Castrense, Madrid, 1955)
- Elvira Moragas: farmacéutica, religiosa y mártir (Real Academia de Farmacia, inauguración del curso 1961-1962)
- El doctor: su misión y deontología (Academia de Doctores, Madrid, 1968)